# Église Sainte-Marie-Madeleine de Massy
L'église Sainte-Marie-Madeleine est une église paroissiale de culte catholique, dédiée à sainte Madeleine, située dans la commune française de Massy et le département de l'Essonne.

## Situation
L'église est située dans le centre-ville de la commune de Massy sur la place du Vieux clocher, sur la rive droite de la rivière la Bièvre.

## Historique

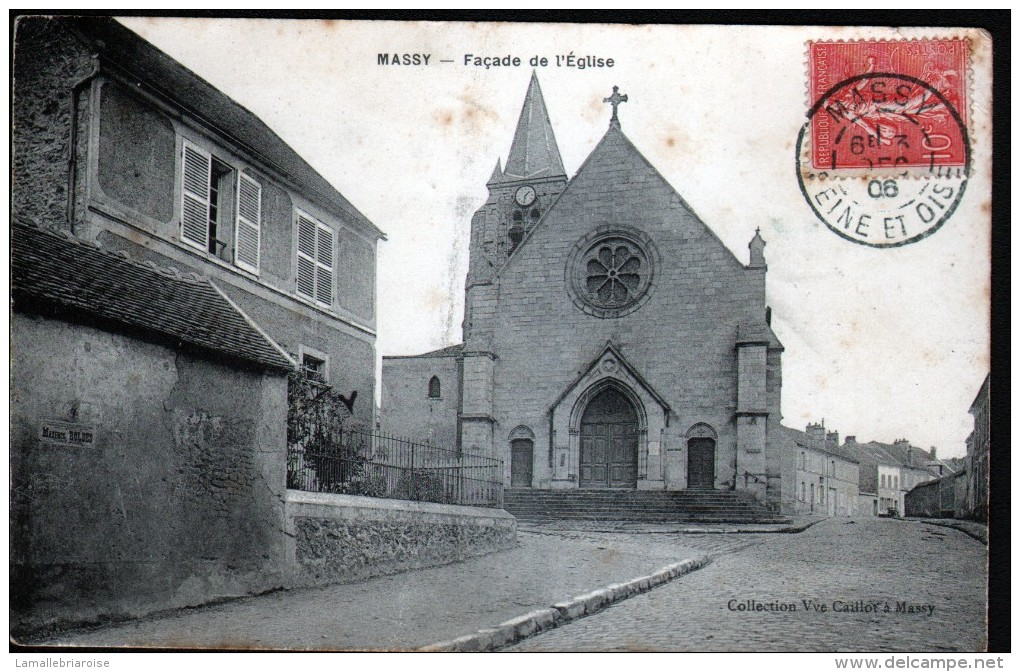
L'église Sainte Marie-Madeleine, avant le bombardement de juin 1944. Cliché pris de la rue de la Division-Leclerc, vers l'est.

Une église primitive existait à Massy, aux alentours du IXe siècle. Elle était consacrée à Saint Germain, pour rappeler sa dépendance à l'abbaye de Saint-Germain-des-Prés. Elle était située près de l'actuelle rue Gambetta. L'église est bâtie au XIIIe siècle. Elle connut plusieurs péripéties, notamment durant les Guerres de religion. Il ne reste de ce bâtiment que le clocher, la nef ayant été reconstruite au XVIIIe siècle, à la suite de son effondrement, probablement pour des raisons liées aux fondations et au type de terrain du lieu.
Au XVIIIe siècle, l’abbé Jean Lebeuf raconte que se trouvaient dans le chœur les fragments de la tombe d'un seigneur de l'endroit, enterré en 1290, et celle d'un curé, peut-être datant du XIVe siècle.
L'édifice est classé au titre des monuments historiques en 1920.
Touchée en juin 1944 par des bombardements alliés visant la gare de triage, seul le clocher est resté debout.
Une nef moderne est construite à côté entre 1957 et 1959, par l'architecte Pierre Pinsard.
En décembre 2011, des travaux de restauration du clocher commencent pour une durée annoncée de quatre mois. Supportés à 40 % par l'État et 60 % par la commune, le coût total[Quoi ?] est de 127 000 euros, dont 81 674 euros pour les travaux[réf. nécessaire].

## Description

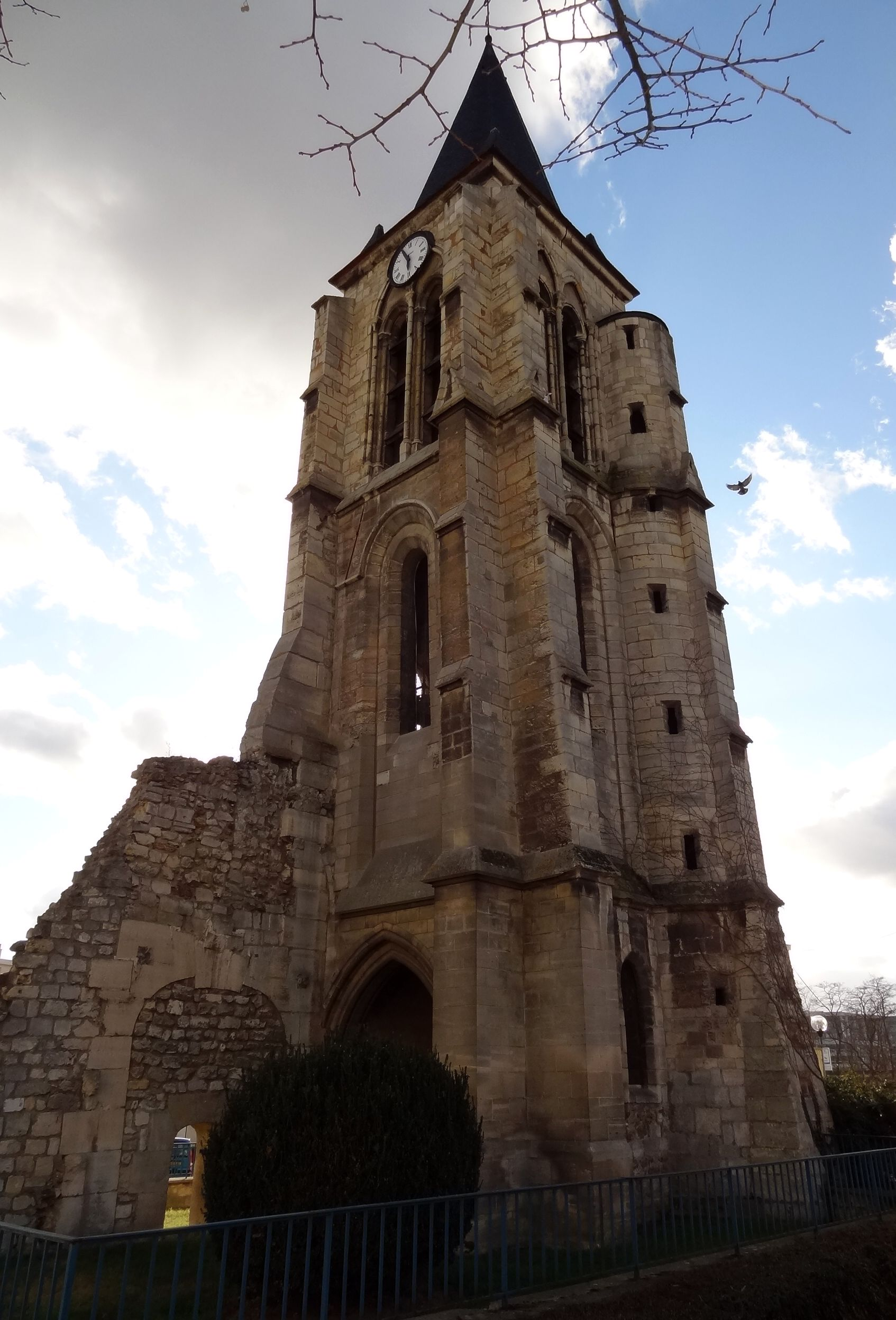
Le clocher en 2012.

## Sources